# Cosmic (álbum)
Cosmic (estilizado como COSMIC) é o álbum de estúdio de estreia do cantor norte-americano Bazzi, lançado em 12 de abril de 2018 através da iamcosmic e Atlantic Records.
O álbum alcançou o número 14 na Billboard 200 e entrou em uma variedade de paradas internacionais. O álbum foi ainda impulsionado pelo sucesso comercial de "Mine", que alcançou o número 11 na Billboard Hot 100.

## Álbum
Bazzi lançou vários singles em 2016 e 2017, incluindo "Alone", "Beautiful" e "Sober". Em outubro de 2017, ele lançou "Mine". A música ganhou popularidade depois que ela foi usada como filtro no Snapchat. O single alcançou a posição #11 na Billboard Hot 100 . Em 22 de março, Bazzi anunciou a data de lançamento do seu primeiro álbum de estréia para o dia 12 de abril. Veio após o lançamento de mais três singles, "Why?," "Gone" e "Honest".

## Recepção
Após o lançamento, Cosmic entrou na Billboard 200 na posição #35 na primeira semana.  Também foi listada em uma variedade de paradas internacionais, incluindo, a posição #65, no Reino Unido, a posição #13 no Canadá, e a posição #14 na Dinamarca.

## Lista de faixas
| N.º | Título      | Duração |  |
| 1.  | "Dreams"    | 2:27    |  |
| 2.  | "Soarin"    | 2:57    |  |
| 3.  | "Myself"    | 2:47    |  |
| 4.  | "Star"      | 2:49    |  |
| 5.  | "Why?"      | 2:28    |  |
| 6.  | "3:15"      | 2:47    |  |
| 7.  | "Honest"    | 2:55    |  |
| 8.  | "Mirror"    | 2:20    |  |
| 9.  | "Gone"      | 2:12    |  |
| 10. | "Fantasy"   | 2:28    |  |
| 11. | "BRB"       | 2:40    |  |
| 12. | "Cartie"    | 2:52    |  |
| 13. | "Beautiful" | 2:58    |  |
| 14. | "Mine"      | 2:58    |  |
| 15. | "Changed"   | 2:23    |  |
| 16. | "Somebody"  | 2:50    |  |

## Cartas
! Bélgica (Ultratop Flandres) 
|99
! Países Baixos (Dutch Charts) 
|43
! Finlândia (Suomen virallinen lista) 
|19
! Irlanda (IRMA) 
|47
! Noruega (VG-lista) 
|16
! Suécia (Sverigetopplistan) 
|27

| Tabela musical (2018)       | Posição |
| --------------------------- | ------- |
| Canadian Albums (Billboard) | 13      |
| Danish Albuns (Hitlisten)   | 14      |
| Nova Zelândia Álbuns (RMNZ) | 19      |
| UK Albums (OCC)             | 65      |
| Billboard 200               | 14      |

!Austrália (ARIA) 
|41